# Dólmem na neve
Dólmem na neve, também conhecido como Moledro na neve, (em alemão:  Hünengrab im Schnee, "Cova do gigante na neve") é uma pintura de paisagem do pintor alemão Caspar David Friedrich. Friedrich é reconhecido por suas paisagens que retratam árvores ou ruínas góticas, em silhueta contra o céu ou na névoa matinal. A pintura retrata árvores sem folhas durante o inverno, em meio à neve, com os topos de duas delas quebrados e o terceiro dobrado pelo vento, o que dá à obra um ar mal-assombrado. 
A obra é do gênero paisagem, em estilo romântico alegórico, e retrata um moledro ou dólmen no meio de três carvalhos, no topo de uma colina, representando uma atmosfera melancólica. Foi, provavelmente, pintada em torno de 1807, sendo uma das primeiras pinturas a óleo de Friedrich. O quadro mede 61 centímetros de altura por 80 centímetros de largura e pertence à Galerie Neue Meister, em Dresden, desde 1905.
Os principais elementos da pintura são baseados em diferentes locais no leste da Alemanha. Acredita-se que o moledro foi baseado no local do enterro neolítico de Großsteingrab Gützkow, perto da cidade Gützkow na Pomerânia Ocidental; o megalítico foi destruído antes de 1818, mas Friedrich esboçou-o em 1802. Friedrich também realizou esboços de árvores em Neubrandenburg, mais especificamente uma sépia, no esboço Hünengrab am Meer ("Dólmen do mar"). Carvalhos semelhantes reaparecem em várias obras de Friedrich, incluindo Monge na Neve (de 1808, também conhecido como Inverno), A Abadia no Oakwood (1818), Cemitério do Mosteiro sob a Neve (1818) e Carvalho na Neve (1829). O morro está localizado perto Wustrow. A pintura também inclui quatro corvos, dois acima do moledro, um à direita e outro acima da árvore à direita.

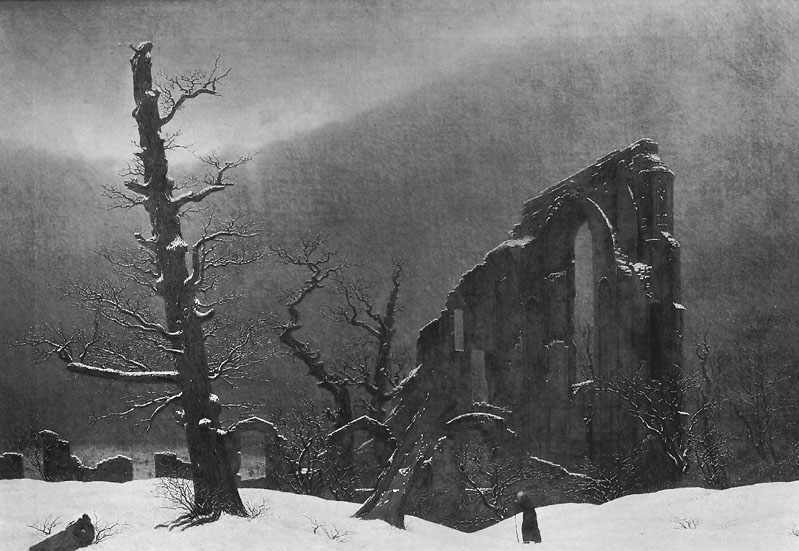
Caspar David Friedrich: Monge na Neve, também conhecido como Inverno, 1808
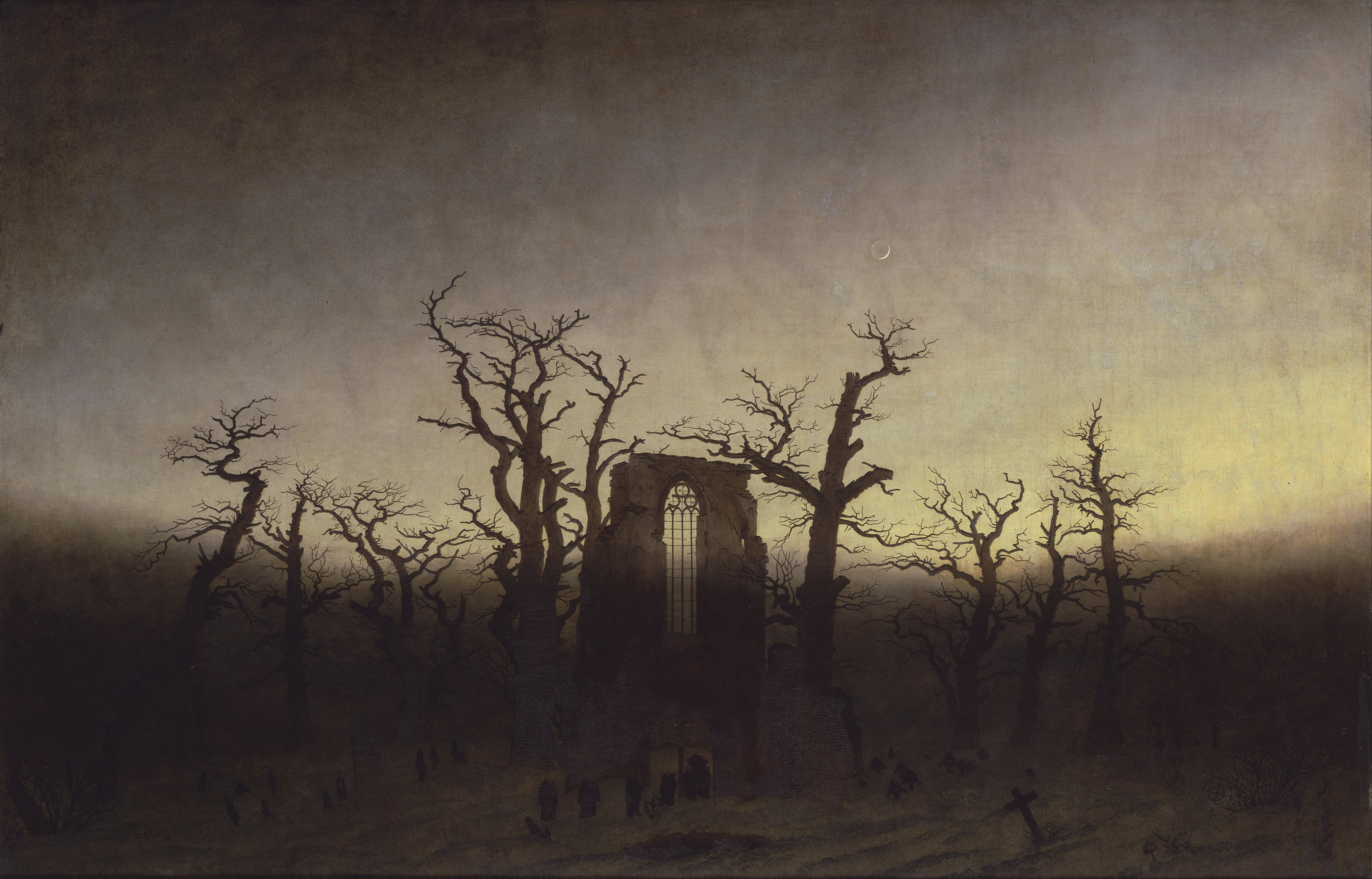
Caspar David Friedrich: A Abadia em Oakwood, 1809
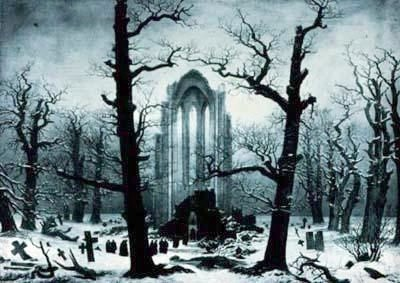
Caspar David Friedrich: Cemitério do Mosteiro sob a Neve, 1818
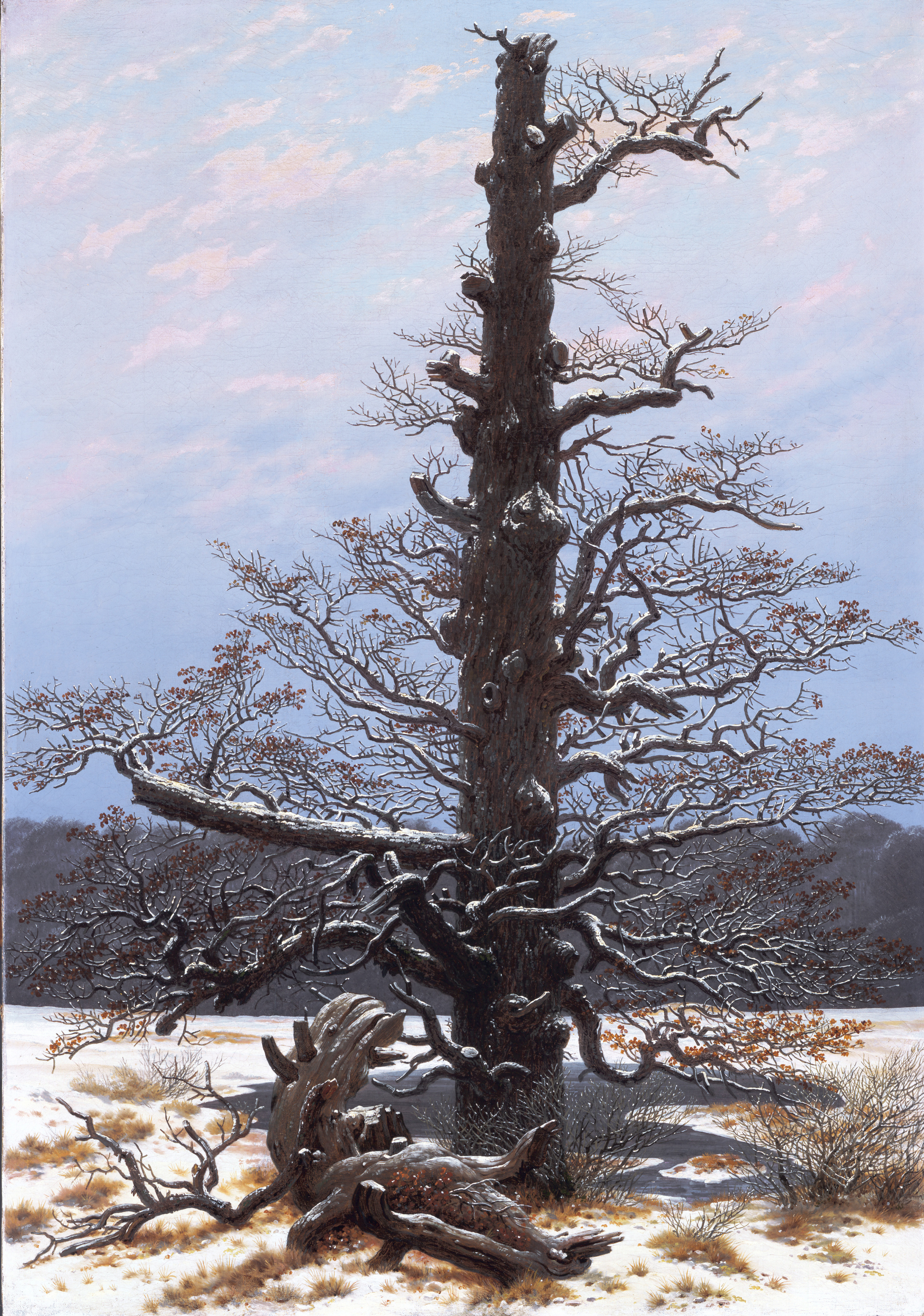
Caspar David Friedrich: Carvalho de Neve, 1829

A pintura faz alusão a simbolismos cristãos e pagãos. Árvores e florestas eram vistas como símbolos de resiliência, longevidade e imortalidade. Bosques sagrados ou grupos de árvores nos tempos antigos, eram frequentemente associados com rituais, tornando estes locais intocáveis. As principais árvores retratadas na pintura de Friedrich parecem ter tido mais de seus antigos ramos cortados. As três árvores ao redor do moledro fazem alusão às três cruzes de madeira em Gólgota, na crucificação de Jesus, e a câmara de pedra onde o corpo de Cristo foi sepultado. A pintura também remete à permanência de antigo marco de pedra, à força do carvalho para suportar a tempestade - mesmo quebrado e curvado, mas não derrotado - e à continuidade da vida no meio do inverno.
Os críticos de arte têm interpretado a pintura como uma reflexão sobre a vida e a morte, e sobre a situação política na Alemanha, após a derrota da Prússia por Napoleão na Batalha de Jena–Auerstedt, em 1806. Ao mesmo tempo, Friedrich estava trabalhando na sua pintura de 1807, Altar Tetschen.
A pintura foi primeiramente adquirida pelo professor Karl Schildener, da Universidade de Greifswald. A pintura é descrita, em 1828, no Jornal acadêmico de Greifswald (II, 2, pp.  40–41). A obra foi vendida em um leilão em Leipzig, em 1845, e adquirida pelo pintor Johan Christian Dahl, que também era amigo de Friedrich. Dahl imitou o trabalho em sua própria pintura, Túmulo Megalítico no Inverno. Ele foi vendido pelo único filho sobrevivente de Dahl e adquirido pela Galerie Neue Meister, de Dresden, em 1905.

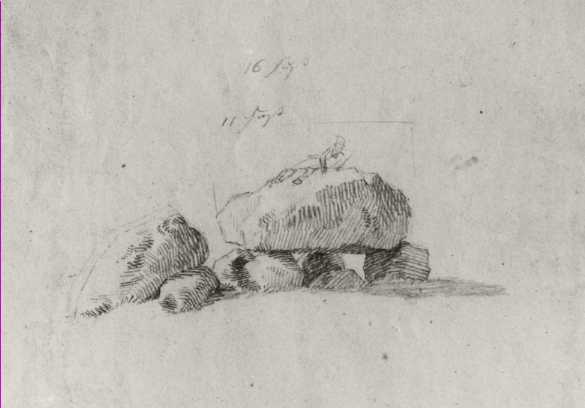
Caspar David Friedrich: Hünengrab bei Gützkow, 1802
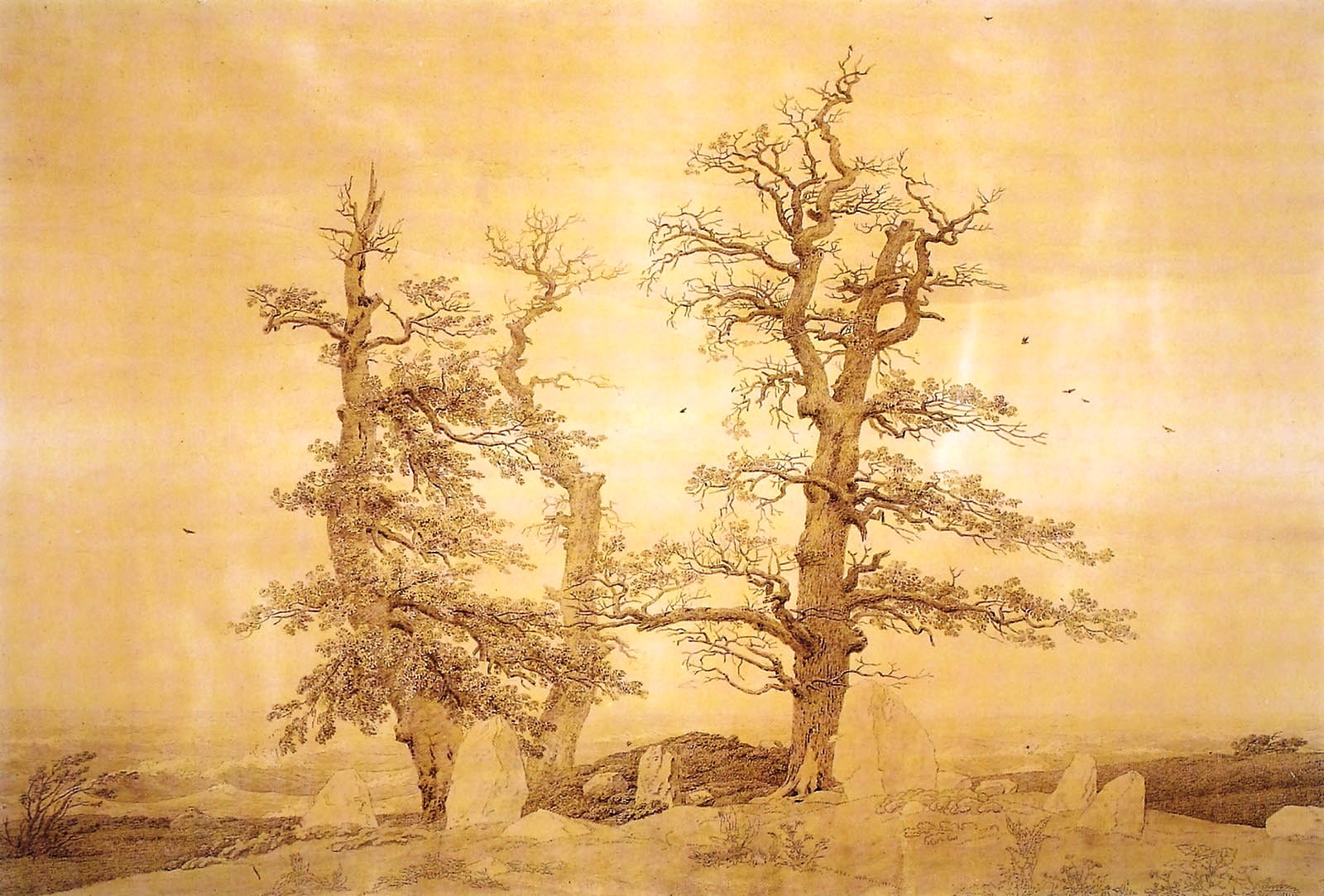
Caspar David Friedrich: Hünengrab am Meer, 1807
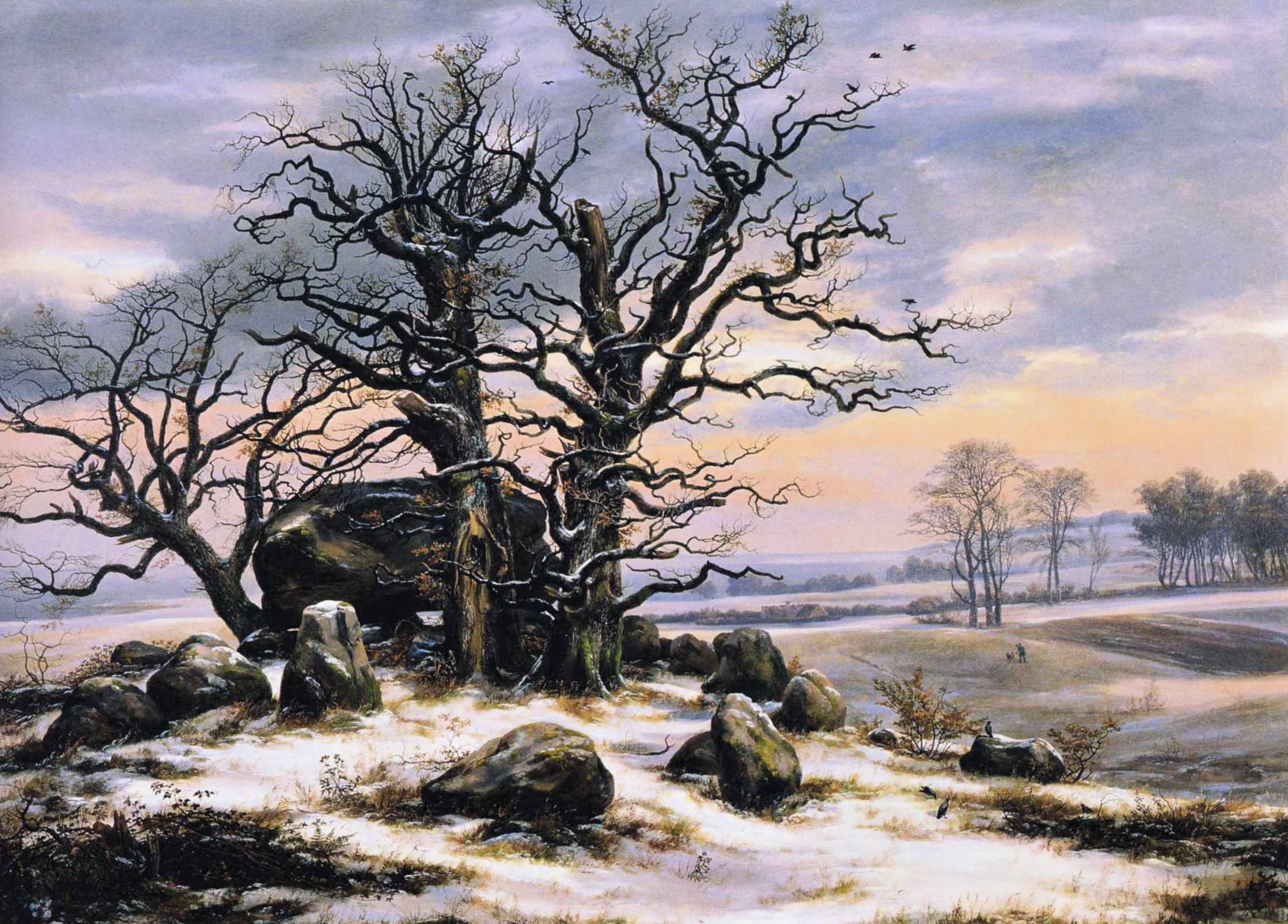
Johan Christian Dahl: Túmulo Megalítico no Inverno, 1824-25

## Leitura complementar
- Friedrich, Caspar David, por Theodor Pyl
- Aschenbeck/Dehnel/Estoque, Auf den Spuren von Caspar David Friedrich, Verlag Fischerhude, 1993, ISBN 3-88 132 111-X
- Caspar David Friedrich e a Idade do Romantismo alemão, Linda Siegel, p.  81-82
- Política Simbolismo na Europa Moderna: Ensaios em Honra de George L. Mosse, editado por George Lachmann Mosse, Seymour Drescher, David Warren Sabeu, Allan Sharlin, p.  221
- Os Megalitos da Europa do Norte, Magdalena Midgley, p.xiii
- Kosegarten do Legado Cultural: Estética, Religião, Literatura, Arte e Música, de Lewis Holmes, p.  123-124